# Over the Moon
Over the Moon es el sexto álbum de estudio de la banda neozelandesa The Verlaines. Fue lanzado en 1997 por Columbia Records. A diferencia de los trabajos anteriores de la banda, este álbum solo fue lanzado en Nueva Zelanda y no es muy conocido por sus seguidores de otros países.

## Lista de canciones
Todas las canciones fueron escritas por Graeme Downes.
1. "Hanging by Strands" - 3:38
2. "Bonfire" - 3:13
3. "Sky-Blue Window" - 4:27
4. "Jailhouse 4.00am" - 4:00
5. "Feather Fell" - 3:33
6. "Perfect Day" - 4:09
7. "When I Fall" - 3:35
8. "Uncle Big Jaw's Late-Night Farewell" - 2:56
9. "Dunderhead" - 4:03
10. "Dawdling on the Bridge" - 3:29
11. "Writing on the Wall" - 3:39
12. "Reasons for Leaving" - 5:40
13. "Coming Back to You" - 4:05

## Personal
- Graeme Downes - Guitarra, voz, teclado, oboe, violonchelo, mezcla
- Darren Stedman - Batería
- Russell Flemming - Bajo
- Paul Winders - Guitarra, coros
- Stephen Small - Teclados en "Perfect Day" y "Dawdling on the Bridge"
- Kerrie Winders - Coros en "Reasons for Leaving" y "Dunderhead"
- Tex Houston - Productor, ingeniero
- Nick Rowan - Mezcla
- John Collie - Fotografía

## Crítica
- Reseña en Kiwitapes
- Reseña deKeith McLachlan en Twee Kitten